# Флаг Ставрово
Флаг городского поселения «Посёлок Ставрово» Собинского района Владимирской области Российской Федерации.

## Описание
Прямоугольное белое полотнище с отношением ширины к длине 2:3, несущее в середине фигуры из герба посёлка: малиновый (пурпурный) крест, накрытый ободом зубчатого колеса переменных цветов, в нижнем плече креста — жёлтый Меркурьев жезл (кадуцей).

## Обоснование символики
Ставрово впервые упоминается как дворцовое село в 1515 году. В писцовых книгах 1650 года оно уже значится в числе вотчин московского Вознесенского девичьего монастыря. Первоначальное название села — «Крестово», дома в нём были расположены в две улицы, образующие крест. Однако помещица, некогда владевшая этими землями, решила село переименовать, а так как крест по-гречески — «ставрос», то и получилось Ставрово. В 1958 году Ставрово преобразовано в рабочий посёлок. Успенская церковь, расположенная в посёлке и освящённая в 1798 году, действует и по настоящее время.
Современная жизнь посёлка тесно переплетена с деятельностью ОАО «Ставровский завод автотракторного оборудования».
И прошлое, и настоящее нашло отражение в гербе посёлка.
Крест — гласный символ названия посёлка. Символика креста многозначна: 
- Духовность жителей посёлка, Успенская церковь, принадлежность бывшего села Вознесенскому монастырю;
- Единство противоположностей. Вертикальная часть креста — это небесная, активная, мужская составляющая; горизонтальная — земная, рациональная, женская составляющая;
- Страдание и му́ка;
- Борьба положительного с отрицательным, высшего с низшим, жизни и смерти.
- Чередования времён года, суток, цикличности жизни и бытия.

Шестерня (зубчатое колесо) символизирует движение, технический прогресс, символически отражает основное предприятие посёлка. Перемена цвета в зубчатом колесе (то пурпур, то серебро) аллегорически отражает ритм жизни, взлёты и падения, светлые и тёмные её стороны.
Жезл Меркурия (крылатый кадуцей Гермеса — Меркурия) символизирует торговлю и развитие, а также Ставрово как старинное торговое и зажиточное купеческое село.
Белый цвет (серебро) символизирует чистоту, ясность, открытость, божественную мудрость, примирение.
Пурпурный цвет символизирует власть, славу, почёт, величие, мощь, благородство происхождения, древность.